# NHL Entry Draft 2009
L'NHL Entry Draft 2009 è stato il 47º draft della National Hockey League. Si è tenuto fra il 26 ed il 27 giugno 2009 presso il Centre Bell di Montréal. Il Draft fu incluso all'interno delle celebrazioni per i cento anni dei Montreal Canadiens. Le formazioni della National Hockey League devono selezionare i migliori giocatori di hockey su ghiaccio provenienti dai campionati giovanili, universitari, o dai campionati europei. I New York Islanders, dopo aver concluso all'ultimo posto la stagione 2008-09, conservarono l'opzione per la prima scelta assoluta dopo la NHL Draft lottery.
I New York Islanders, approfittando della prima posizione selezionarono il centro canadese John Tavares dai London Knights, formazione della Ontario Hockey League (OHL). I Tampa Bay Lightning invece come seconda scelta puntarono sul difensore Victor Hedman, proveniente dalla squadra svedese del MODO Hockey, mentre i Colorado Avalanche scelsero in terza posizione il centro Matt Duchene dei Brampton Battalion, formazione della OHL. Nel primo giro furono chiamati ben sette giocatori svedesi, record assoluto per il paese scandinavo. Fra tutti i giocatori selezionati, 119 erano attaccanti, 70 erano difensori e 21 erano portieri.

## Migliori prospetti
Dati elaborati dal NHL Central Scouting Bureau.
| Posizione | Giocatori nordamericani | Giocatori europei             |
| --------- | ----------------------- | ----------------------------- |
| 1         | John Tavares (C)        | Victor Hedman (D)             |
| 2         | Matt Duchene (C)        | Magnus Pääjärvi-Svensson (AS) |
| 3         | Evander Kane (C)        | Jacob Josefson (C)            |
| 4         | Brayden Schenn (C)      | Oliver Ekman-Larsson (D)      |
| 5         | Jordan Schroeder (C)    | Tim Erixon (D)                |
| 6         | John Moore (D)          | David Rundblad (D)            |
| 7         | Scott Glennie (AD)      | Carl Klingberg (AD)           |
| 8         | Simon Despres (D)       | Marcus Johansson (C)          |
| 9         | Jared Cowen (D)         | Dmitrij Orlov (D)             |
| 10        | Zack Kassian (AD)       | Joonas Nattinen (C)           |

| Posizione | Portieri nordamericani | Portieri europei |
| --------- | ---------------------- | ---------------- |
| 1         | Matthew Hackett        | Robin Lehner     |
| 2         | Oliver Roy             | Mikko Koskinen   |
| 3         | Edward Pasquale        | Juraj Hollý      |

## Turni
|  | = NHL All-Star |  |  | = NHL All-Star e NHL All-Star Team |

Legenda delle posizioni

A = Attaccante   AD = Ala destra   AS = Ala sinistra   C = Centro   D = Difensore   P = Portiere

### Primo giro
| #  | Giocatore                     | Nazionalità | Squadra NHL                                                            | Squadra di provenienza                      |
| -- | ----------------------------- | ----------- | ---------------------------------------------------------------------- | ------------------------------------------- |
| 1  | John Tavares (C)              | Canada      | New York Islanders                                                     | London Knights (OHL)                        |
| 2  | Victor Hedman (D)             | Svezia      | Tampa Bay Lightning                                                    | MODO (Elitserien)                           |
| 3  | Matt Duchene (C)              | Canada      | Colorado Avalanche                                                     | Brampton Battalion (OHL)                    |
| 4  | Evander Kane (C)              | Canada      | Atlanta Thrashers                                                      | Vancouver Giants (WHL)                      |
| 5  | Brayden Schenn (C)            | Canada      | Los Angeles Kings                                                      | Brandon Wheat Kings (WHL)                   |
| 6  | Oliver Ekman-Larsson (D)      | Svezia      | Phoenix Coyotes                                                        | Leksand (Hockeyallsvenskan)                 |
| 7  | Nazem Kadri (C)               | Canada      | Toronto Maple Leafs                                                    | London Knights (OHL)                        |
| 8  | Scott Glennie (AD)            | Canada      | Dallas Stars                                                           | Brandon Wheat Kings (WHL)                   |
| 9  | Jared Cowen (D)               | Canada      | Ottawa Senators                                                        | Spokane Chiefs (WHL)                        |
| 10 | Magnus Pääjärvi-Svensson (AS) | Svezia      | Edmonton Oilers                                                        | Timrå (Elitserien)                          |
| 11 | Ryan Ellis (D)                | Canada      | Nashville Predators                                                    | Windsor Spitfires (OHL)                     |
| 12 | Calvin de Haan (D)            | Canada      | New York Islanders (da Minnesota)                                      | Oshawa Generals (OHL)                       |
| 13 | Zack Kassian (AD)             | Canada      | Buffalo Sabres                                                         | Peterborough Petes (OHL)                    |
| 14 | Dmitrij Kulikov (D)           | Russia      | Florida Panthers                                                       | D.ville Voltigeurs (QMJHL)                  |
| 15 | Peter Holland (C)             | Canada      | Anaheim Ducks                                                          | Guelph Storm (OHL)                          |
| 16 | Nick Leddy (D)                | Stati Uniti | Minnesota Wild (da Columbus via NY Islanders)                          | Eden Prairie High School (USHS - Minnesota) |
| 17 | David Rundblad (D)            | Svezia      | St. Louis Blues                                                        | Skellefteå AIK (Elitserien)                 |
| 18 | Louis Leblanc (C)             | Canada      | Montreal Canadiens                                                     | Omaha Lancers (USHL)                        |
| 19 | Chris Kreider (C)             | Stati Uniti | New York Rangers                                                       | Phillips Academy (USHS - Massachusetts)     |
| 20 | Jacob Josefson (C)            | Svezia      | New Jersey Devils (da Calgary)                                         | Djurgården (Elitserien)                     |
| 21 | John Moore (D)                | Stati Uniti | Columbus Blue Jackets (da Philadelphia via Anaheim)                    | Chicago Steel (USHL)                        |
| 22 | Jordan Schroeder (C)          | Stati Uniti | Vancouver Canucks                                                      | Minnesota Gophers (WCHA)                    |
| 23 | Tim Erixom (D)                | Svezia      | Calgary Flames (da New Jersey)                                         | Skellefteå AIK (Elitserien)                 |
| 24 | Marcus Johansson (C)          | Svezia      | Washington Capitals                                                    | Färjestad (Elitserien)                      |
| 25 | Jordan Caron (AD)             | Canada      | Boston Bruins                                                          | Rimouski Océanic (QMJHL)                    |
| 26 | Kyle Palmieri (C/AD)          | Stati Uniti | Anaheim Ducks (da San Jose via Tampa, Ottawa, NY Islanders e Columbus) | USA Hockey NTDP (USHL)                      |
| 27 | Philippe Paradis (C)          | Canada      | Carolina Hurricanes                                                    | Shawinigan Cataractes (QMJHL)               |
| 28 | Dylan Olsen (D)               | Canada      | Chicago Blackhawks                                                     | Camrose Kodiaks (AJHL)                      |
| 29 | Carter Ashton (AD)            | Canada      | Tampa Bay Lightning (da Detroit)                                       | Lethbridge Hurricanes (WHL)                 |
| 30 | Simon Despres (D)             | Canada      | Pittsburgh Penguins                                                    | Saint John Sea Dogs (QMJHL)                 |

### Secondo giro
| #  | Giocatore                   | Nazionalità | Squadra NHL                                              | Squadra di provenienza               |
| -- | --------------------------- | ----------- | -------------------------------------------------------- | ------------------------------------ |
| 31 | Mikko Koskinen (P)          | Finlandia   | New York Islanders                                       | Espoo Blues (SM-liiga)               |
| 32 | Landon Ferraro (C)          | Canada      | Detroit Red Wings (da Tampa Bay)                         | Red Deer Rebels (WHL)                |
| 33 | Ryan O'Reilly (C)           | Canada      | Colorado Avalanche                                       | Erie Otters (OHL)                    |
| 34 | Carl Klinberg (A)           | Svezia      | Atlanta Thrashers                                        | Frölunda (J20 SuperElit)             |
| 35 | Kyle Clifford (AS)          | Canada      | Los Angeles Kings                                        | Barrie Colts (OHL)                   |
| 36 | Chris Brown (C)             | Stati Uniti | Phoenix Coyotes                                          | USA Hockey NTDP (USHL)               |
| 37 | Mat Clark (D)               | Canada      | Anaheim Ducks (da Toronto via NY Islanders e Columbus)   | Brampton Battalion (OHL)             |
| 38 | Alex Chiasson (AD)          | Canada      | Dallas Stars                                             | Des Moines Buccaneers (USHL)         |
| 39 | Jakob Silfverberg (AS/AD)   | Svezia      | Ottawa Senators                                          | Brynäs (J20 SuperElit)               |
| 40 | Anton Lander (C)            | Svezia      | Edmonton Oilers                                          | Timrå (Elitserien)                   |
| 41 | Zach Budish (AD)            | Stati Uniti | Nashville Predators                                      | Edina High School (USHS - Minnesota) |
| 42 | Charles-Olivier Roussel (D) | Canada      | Nashville Predators (da Minnesota)                       | Shawinigan Cataractes (QMJHL)        |
| 43 | William Wrenn (D)           | Stati Uniti | San Jose Sharks (da Buffalo)                             | USA Hockey NTDP (USHL)               |
| 44 | Drew Shore (C)              | Stati Uniti | Florida Panthers                                         | USA Hockey NTDP (USHL)               |
| 45 | Jeremy Morin (AS)           | Stati Uniti | Atlanta Thrashers (da Anaheim via Washington e Montreal) | USA Hockey NTDP (USHL)               |
| 46 | Robin Lehner (P)            | Svezia      | Ottawa Senators (da Columbus)                            | Frölunda (J20 SuperElit)             |
| 47 | Ethan Werek (C)             | Canada      | New York Rangers                                         | Kingston Frontenacs (OHL)            |
| 48 | Brett Ponich (D)            | Stati Uniti | St. Louis Blues                                          | Portland Winterhawks (WHL)           |
| 49 | Stefan Elliott (D)          | Canada      | Colorado Avalanche (da Montreal via Calgary)             | Saskatoon Blades (WHL)               |
| 50 | Kenny Ryan (AD)             | Stati Uniti | Toronto Maple Leafs (da NY Rangers)                      | USA Hockey NTDP (USHL)               |
| 51 | Brian Dumoulin (D)          | Stati Uniti | Carolina Hurricanes (da Calgary via Los Angeles)         | New Hampshire Monarchs (EJHL)        |
| 52 | Brandon Burlon (AD)         | Slovacchia  | Tampa Bay Lightning (da Philadelphia)                    | Oceláři Trinec (Extraliga)           |
| 53 | Anton Rodin (AS)            | Svezia      | Vancouver Canucks (da Anaheim via Edmonton)              | Brynäs (J20 SuperElit)               |
| 54 | Éric Gélinas (D)            | Canada      | New Jersey Devils (da Washington)                        | Lewiston Maineiacs (QMJHL)           |
| 55 | Dmitrij Orlov (D)           | Russia      | Washington Capitals                                      | Metallurg Novok. (KHL)               |
| 56 | Kevin Lynch (C)             | Stati Uniti | Columbus Blue Jackets (da Boston via NY Islanders)       | USA Hockey NTDP (USHL)               |
| 57 | Taylor Doherty (D)          | Canada      | San Jose Sharks                                          | Kingston Frontenacs (OHL)            |
| 58 | Jesse Blacker (D)           | Canada      | Toronto Maple Leafs (da Carolina via Edmonton e Buffalo) | Windsor Spitfires (OHL)              |
| 59 | Brandon Pirri (C)           | Canada      | Chicago Blackhawks                                       | Georgetown Raiders (OJHL)            |
| 60 | Tomáš Tatar (C)             | Slovacchia  | Detroit Red Wings                                        | HKm Zvolen (Extraliga)               |
| 61 | Philip Samuelsson (C)       | Svezia      | Pittsburgh Penguins                                      | Chicago Steel (USHL)                 |

### Terzo giro
| #  | Giocatore               | Nazionalità | Squadra NHL                                       | Squadra di provenienza                      |
| -- | ----------------------- | ----------- | ------------------------------------------------- | ------------------------------------------- |
| 62 | Anders Nilsson (P)      | Svezia      | New York Islanders (da NY Islanders via Columbus) | Luleå (J20 SuperElit)                       |
| 63 | Ben Hanowski (AD)       | Stati Uniti | Pittsburgh Penguins (da Tampa Bay)                | Little Falls High School (USHS - Minnesota) |
| 64 | Tyson Barrie (D)        | Canada      | Colorado Avalanche                                | Kelowna Rockets (WHL)                       |
| 65 | Joonas Nattinen (C)     | Finlandia   | Montreal Canadiens (da Atlanta)                   | Espoo Blues (Jr. A SM-Liiga)                |
| 66 | Brayden McNabb (D)      | Canada      | Buffalo Sabres (da Los Angeles via Vancouver)     | Kootenay Ice (WHL)                          |
| 67 | Josh Birkholz (AD)      | Stati Uniti | Florida Panthers (da Phoenix via Galgary)         | Fargo Force (USHL)                          |
| 68 | Jamie Devane (AS)       | Canada      | Toronto Maple Leafs                               | Plymouth Whalers (OHL)                      |
| 69 | Reilly Smith (AD)       | Canada      | Dallas Stars                                      | St. Michael's Buzzers (OJHL)                |
| 70 | Taylor Beck (AS)        | Canada      | Nashville Predators (da Ottawa)                   | Guelph Storm (OHL)                          |
| 71 | Troy Hesketh (D)        | Stati Uniti | Edmonton Oilers                                   | Minnetonka High School (USHS - Minnesota)   |
| 72 | Michael Latta (C)       | Canada      | Nashville Predators                               | Guelph Storm (OHL)                          |
| 73 | Alexander Urbom (D)     | Svezia      | New Jersey Devils (da Minnesota)                  | Djurgården (Elitserien)                     |
| 74 | Ryan Howse (AS)         | Canada      | Calgary Flames (da Buffalo via Los Angeles)       | Chilliwack Bruins (WHL)                     |
| 75 | Andrej Nestrasil (C/AD) | Rep. Ceca   | Detroit Red Wings (da Florida via Tampa Bay)      | Victoriaville Tigres (QMJHL)                |
| 76 | Igor' Bobkov (P)        | Russia      | Anaheim Ducks                                     | Magnitogorsk (KHL)                          |
| 77 | Matthew Hackett (P)     | Canada      | Minnesota Wild (da NY Islanders via Columbus)     | Plymouth Whalers (OHL)                      |
| 78 | Sergej Andronov (AD)    | Russia      | St. Louis Blues                                   | Lada Togliatti (KHL)                        |
| 79 | Mac Bennett (D)         | Stati Uniti | Montreal Canadiens                                | Hotchkiss School (USHS - Connecticut)       |
| 80 | Ryan Bourque (C)        | Stati Uniti | New York Rangers                                  | USA Hockey NTDP (USHL)                      |
| 81 | Adam Morrison (P)       | Canada      | Philadelphia Flyers (da Calgary)                  | Saskatoon Blades (WHL)                      |
| 82 | Cameron Abney (AD)      | Canada      | Edmonton Oilers (da Philadelphia)                 | Everett Silvertips (WHL)                    |
| 83 | Kevin Connauton (D)     | Canada      | Vancouver Canucks                                 | W. Michigan Broncos (CCHA)                  |
| 84 | Nicolas Deslauriers (D) | Canada      | Los Angeles Kings (da New Jersey via Calgary)     | R-N Huskies (QMJHL)                         |
| 85 | Cody Eakin (C)          | Canada      | Washington Capitals                               | Swift Current Broncos (WHL)                 |
| 86 | Ryan Button (D)         | Canada      | Boston Bruins                                     | Prince Albert Raiders (WHL)                 |
| 87 | Simon Bertilsson (D)    | Svezia      | Philadelphia Flyers (da San Jose via Tampa Bay)   | Brynäs (J20 SuperElit)                      |
| 88 | Mattias Lindström (AS)  | Svezia      | Carolina Hurricanes                               | Skellefteå AIK (J20 SuperElit)              |
| 89 | Daniel Delisle (C/AS)   | Stati Uniti | Chicago Blackhawks                                | Totino-Grace High School (USHS - Minnesota) |
| 90 | Gleason Fournier (D)    | Canada      | Detroit Red Wings                                 | Rimouski Océanic (QMJHL)                    |
| 91 | Michael Lee (P)         | Stati Uniti | Phoenix Coyotes (da Pittsburgh via NY Islanders)  | Fargo Force (USHL)                          |

### Quarto giro
| #   | Giocatore                | Nazionalità | Squadra NHL                                              | Squadra di provenienza                 |
| --- | ------------------------ | ----------- | -------------------------------------------------------- | -------------------------------------- |
| 92  | Casey Cizikas (C)        | Canada      | New York Islanders (da NY Islanders via Columbus)        | St. Michael's Majors (OHL)             |
| 93  | Alex Hutchings (AS)      | Canada      | Tampa Bay Lightning                                      | Barrie Colts (OHL)                     |
| 94  | David Savard (D)         | Canada      | Columbus Blue Jackets (da Colorado)                      | Moncton Wildcats (QMJHL)               |
| 95  | J. F. Berube (P)         | Stati Uniti | Los Angeles Kings (da Atlanta)                           | Canadien Jr. de Montréal (QMJHL)       |
| 96  | Linden Vey (AD)          | Canada      | Los Angeles Kings                                        | Medicine Hat Tigers (WHL)              |
| 97  | Jordan Szwarz (AD)       | Canada      | Phoenix Coyotes                                          | Saginaw Spirit (OHL)                   |
| 98  | Craig Smith (C)          | Stati Uniti | Nashville Predators (da Toronto via San Jose)            | Waterloo Black Hawks (USHL)            |
| 99  | Kyle Bigos (D)           | Stati Uniti | Edmonton Oilers (da Dallas via Tampa Bay e Minnesota)    | Vernon Vipers (BCHL)                   |
| 100 | Chris Wideman (D)        | Stati Uniti | Ottawa Senators                                          | Miami RedHawks (CCHA)                  |
| 101 | Toni Rajala (AD)         | Finlandia   | Edmonton Oilers                                          | Ilves (SM-liiga)                       |
| 102 | Mattias Ekholm (D)       | Svezia      | Nashville Predators                                      | Mora (Hockeyallsvenskan)               |
| 103 | Kristopher Foucault (AD) | Canada      | Minnesota Wild                                           | Calgary Hitmen (WHL)                   |
| 104 | Marcus Foligno (AS)      | Canada      | Buffalo Sabres                                           | Sudbury Wolves (OHL)                   |
| 105 | Justin Weller (D)        | Canada      | Phoenix Coyotes (da Florida)                             | Red Deer Rebels (WHL)                  |
| 106 | Sami Vatanen (D)         | Finlandia   | Anaheim Ducks                                            | JYP (SM-liiga)                         |
| 107 | Garrett Wilson (A)       | Canada      | Florida Panthers (da Columbus via Calgary e Los Angeles) | Owen Sound Attack (OHL)                |
| 108 | Tyler Shattock (A)       | Canada      | St. Louis Blues                                          | Kamloops Blazers (WHL)                 |
| 109 | Aleksandr Avcin (A)      | Russia      | Montreal Canadiens                                       | Dinamo Mosca (KHL)                     |
| 110 | Nick Oliver (C/A)        | Stati Uniti | Nashville Predators (da NY Rangers)                      | Roseau High School (USHS - Minnesota)  |
| 111 | Henrik Björklund (A)     | Svezia      | Calgary Flames                                           | Färjestad (Elitserien)                 |
| 112 | Lane MacDermid (A)       | Stati Uniti | Boston Bruins (da Philadelphia)                          | Windsor Spitfires (OHL)                |
| 113 | Jeremy Price (D)         | Canada      | Vancouver Canucks                                        | Nepean Raiders (CCHL)                  |
| 114 | Seth Helgeson (D)        | Stati Uniti | New Jersey Devils                                        | Sioux City Musketeers (USHL)           |
| 115 | Patrick Wey (D)          | Stati Uniti | Washington Capitals                                      | Waterloo Black Hawks (USHL)            |
| 116 | Alexander Fällström (A)  | Svezia      | Minnesota Wild (da Boston)                               | Shattuck-St. Mary's (USHS - Minnesota) |
| 117 | Edward Pasquale (P)      | Canada      | Atlanta Thrashers (da San Jose via Los Angeles)          | Saginaw Spirit (OHL)                   |
| 118 | Non assegnato            |             | Toronto Maple Leafs (da Carolina via Tampa Bay)          |                                        |
| 119 | Byron Froese (C)         | Canada      | Chicago Blackhawks                                       | Everett Silvertips (WHL)               |
| 120 | Ben Chiarot (D)          | Canada      | Atlanta Thrashers (da Detroit via Los Angeles)           | Guelph Storm (OHL)                     |
| 121 | Nick Petersen (A)        | Canada      | Pittsburgh Penguins                                      | Shawinigan Cataractes (QMJHL)          |

### Quinto giro
| #   | Giocatore            | Nazionalità | Squadra NHL                                                  | Squadra di provenienza                         |
| --- | -------------------- | ----------- | ------------------------------------------------------------ | ---------------------------------------------- |
| 122 | Anton Klement'ev (D) | Russia      | New York Islanders                                           | Lok. Jaroslavl’ (KHL)                          |
| 123 | Alex Velischek (D)   | Canada      | Pittsburgh Penguins (da Tampa Bay)                           | Delbarton School (USHS - New Jersey)           |
| 124 | Kieran Millan (P)    | Canada      | Colorado Avalanche                                           | Boston U. Terriers (Hockey East)               |
| 125 | Cody Sol (D)         | Canada      | Atlanta Thrashers                                            | Saginaw Spirit (OHL)                           |
| 126 | David Kolomatis (D)  | Stati Uniti | Los Angeles Kings                                            | Owen Sound Attack (OHL)                        |
| 127 | Roman Horak (C)      | Rep. Ceca   | New York Rangers (da Phoenix)                                | České Budějovice (Czech Extraliga)             |
| 128 | Eric Knodel (D)      | Stati Uniti | Toronto Maple Leafs                                          | Philadelphia Jr. Flyers (AJHL)                 |
| 129 | Tomas Vincour (C)    | Rep. Ceca   | Dallas Stars                                                 | Edmonton Oil Kings (WHL)                       |
| 130 | Mike Hoffman (AS)    | Canada      | Ottawa Senators                                              | D.ville Voltigeurs (QMJHL)                     |
| 131 | Matt Kennedy (AD)    | Canada      | Carolina Hurricanes (da Edmonton)                            | Guelph Storm (OHL)                             |
| 132 | Gabriel Bourque (AS) | Canada      | Nashville Predators                                          | Baie-Comeau Drakkar (QMJHL)                    |
| 133 | Oliver Roy (P)       | Canada      | Edmonton Oilers (da Minnesota)                               | CB Screaming Eagles (QMJHL)                    |
| 134 | Mark Adams (D)       | Stati Uniti | Buffalo Sabres                                               | Malden Catholic (USHS - Massachusetts)         |
| 135 | Corban Knight (C)    | Canada      | Florida Panthers                                             | Okotoks Oilers (AJHL)                          |
| 136 | Radoslav Illo (A)    | Slovacchia  | Anaheim Ducks                                                | Tri-City Storm (USHL)                          |
| 137 | Thomas Larkin (D)    | Italia      | Columbus Blue Jackets                                        | Phillips Exeter Academy (USHS - New Hampshire) |
| 138 | Wade Megan (C)       | Stati Uniti | Florida Panthers (da St. Louis via Los Angeles)              | South Kent School (USHS - Connecticut)         |
| 139 | Gabriel Dumont (D)   | Canada      | Montreal Canadiens                                           | D.ville Voltigeurs (QMJHL)                     |
| 140 | Scott Stajcer (P)    | Canada      | New York Rangers                                             | Owen Sound Attack (OHL)                        |
| 141 | Spencer Bennett (AS) | Canada      | Calgary Flames                                               | Surrey Eagles (BCHL)                           |
| 142 | Nicola Riopel (P)    | Canada      | Philadelphia Flyers                                          | Moncton Wildcats (QMJHL)                       |
| 143 | Peter Andersson (D)  | Svezia      | Vancouver Canucks                                            | Frölunda (J20 SuperElit)                       |
| 144 | Derek Rodwell (AS)   | Canada      | New Jersey Devils                                            | Okotoks Oilers (AJHL)                          |
| 145 | Brett Flemming (D)   | Canada      | Washington Capitals                                          | St. Michael's Majors (OHL)                     |
| 146 | Jeff Costello (AS)   | Stati Uniti | Ottawa Senators (da Boston via Phoenix)                      | Cedar Rapids RoughRiders (USHL)                |
| 147 | Philip Varone (C)    | Canada      | San Jose Sharks                                              | London Knights (OHL)                           |
| 148 | Michael Zador (P)    | Canada      | Tampa Bay Lightning (da Carolina via Nashville)              | Brampton Battalion (OHL)                       |
| 149 | Marcus Krüger (C)    | Svezia      | Chicago Blackhawks                                           | Djurgården (Elitserien)                        |
| 150 | Nick Jensen (D)      | Stati Uniti | Detroit Red Wings                                            | Green Bay Gamblers (USHL)                      |
| 151 | Andy Bathgate (C)    | Canada      | Pittsburgh Penguins (da Pittsburgh via Toronto e NY Rangers) | Belleville Bulls (OHL)                         |

### Sesto giro
| #   | Giocatore              | Nazionalità | Squadra NHL                                             | Squadra di provenienza               |
| --- | ---------------------- | ----------- | ------------------------------------------------------- | ------------------------------------ |
| 152 | Anders Lee (C)         | Stati Uniti | New York Islanders                                      | Edina High School (USHS - Minnesota) |
| 153 | Dave Labrecque (C)     | Canada      | Philadelphia Flyers (da Tampa Bay)                      | Shawinigan Cataractes (QMJHL)        |
| 154 | Brandon Maxwell (P)    | Canada      | Colorado Avalanche                                      | USA Hockey NTDP (USHL)               |
| 155 | Jimmy Bubnick (C)      | Canada      | Atlanta Thrashers                                       | Kamloops Blazers (WHL)               |
| 156 | Michael Pelech (C/AS)  | Canada      | Los Angeles Kings                                       | St. Michael's Majors (OHL)           |
| 157 | Evan Bloodoff (AS)     | Canada      | Phoenix Coyotes                                         | Kelowna Rockets (WHL)                |
| 158 | Jerry D'Amigo (AD)     | Stati Uniti | Toronto Maple Leafs                                     | USA Hockey NTDP (USHL)               |
| 159 | Curtis McKenzie (AS)   | Canada      | Dallas Stars                                            | Penticton Vees (BCHL)                |
| 160 | Corey Cowick (AS)      | Canada      | Ottawa Senators                                         | Ottawa 67's (OHL)                    |
| 161 | Darcy Kuemper (P)      | Canada      | Minnesota Wild (da Edmonton)                            | Red Deer Rebels (WHL)                |
| 162 | Jaroslav Janus (P)     | Slovacchia  | Tampa Bay Lightning (da Nashville)                      | Erie Otters (OHL)                    |
| 163 | Jere Sallinen (AS/AD)  | Finlandia   | Minnesota Wild                                          | Espoo Blues (Jr. A SM-Liiga)         |
| 164 | Connor Knapp (P)       | Stati Uniti | Buffalo Sabres                                          | Miami RedHawks (CCHA)                |
| 165 | Scott Timmins (C)      | Canada      | Florida Panthers                                        | Windsor Spitfires (OHL)              |
| 166 | Scott Valentine (D)    | Canada      | Anaheim Ducks                                           | Oshawa Generals (OHL)                |
| 167 | Anton Blomqvist (D)    | Svezia      | Columbus Blue Jackets                                   | Malmö (J20 SuperElit)                |
| 168 | David Shields (D)      | Stati Uniti | St. Louis Blues                                         | Erie Otters (OHL)                    |
| 169 | Dustin Walsh (C)       | Canada      | Montreal Canadiens                                      | Kingston Voyageurs (OJHL)            |
| 170 | Daniel Maggio (D)      | Canada      | New York Rangers                                        | Sudbury Wolves (OHL)                 |
| 171 | Joni Ortio (P)         | Finlandia   | Calgary Flames                                          | TPS (Jr. A SM-Liiga)                 |
| 172 | Eric Wellwood (AS)     | Canada      | Philadelphia Flyers                                     | Windsor Spitfires (OHL)              |
| 173 | Joe Cannata (P)        | Stati Uniti | Vancouver Canucks                                       | Merrimack Warriors (Hockey East)     |
| 174 | Ashton Bernard (AS)    | Canada      | New Jersey Devils                                       | Shawinigan Cataractes (QMJHL)        |
| 175 | Garrett Mitchell (AD)  | Canada      | Washington Capitals                                     | Regina Pats (WHL)                    |
| 176 | Tyler Randell (AD)     | Canada      | Boston Bruins                                           | Kitchener Rangers (OHL)              |
| 177 | David Pacan (C)        | Canada      | Chicago Blackhawks (da San Jose via Columbus e Atlanta) | Cumberland Grads (CJAHL)             |
| 178 | Rasmus Rissanen (D)    | Finlandia   | Carolina Hurricanes                                     | KalPa (Jr. A SM-Liiga)               |
| 179 | Brandon Kozun (AD)     | Canada      | Los Angeles Kings (da Chicago)                          | Calgary Hitmen (WHL)                 |
| 180 | Mitchell Callahan (AD) | Stati Uniti | Detroit Red Wings                                       | Kelowna Rockets (WHL)                |
| 181 | Viktor Ekbom (D)       | Svezia      | Pittsburgh Penguins                                     | IK Oskarshamn (Hockeyallsvenskan)    |

### Settimo giro
| #   | Giocatore                  | Nazionalità | Squadra NHL                                      | Squadra di provenienza                     |
| --- | -------------------------- | ----------- | ------------------------------------------------ | ------------------------------------------ |
| 182 | Erik Haula (AS)            | Finlandia   | Minnesota Wild (da NY Islanders)                 | Shattuck-St. Mary's (USHS - Minnesota)     |
| 183 | Kirill Gotovets (D)        | Bielorussia | Tampa Bay Lightning                              | Shattuck-St. Mary's (USHS - Minnesota)     |
| 184 | Gus Young (D)              | Stati Uniti | Colorado Avalanche                               | Nobles School (USHS - Massachusetts)       |
| 185 | Levko Koper (AS)           | Canada      | Atlanta Thrashers                                | Spokane Chiefs (WHL)                       |
| 186 | Jordan Nolan (C)           | Canada      | Los Angeles Kings                                | S.S. Marie Greyhounds (OHL)                |
| 187 | Steven Anthony (AS)        | Canada      | Vancouver Canucks (da Phoenix)                   | Saint John Sea Dogs (QMJHL)                |
| 188 | Barron Smith (D)           | Stati Uniti | Toronto Maple Leafs                              | Peterborough Petes (OHL)                   |
| 189 | Marek Viedensky (C)        | Slovacchia  | San Jose Sharks (da Dallas)                      | Prince George Cougars (WHL)                |
| 190 | Brad Peltz (AS)            | Stati Uniti | Ottawa Senators                                  | Avon Old Farms School (USHS - Connecticut) |
| 191 | Michael Sdao (D)           | Canada      | Ottawa Senators (da Edmonton)                    | Lincoln Stars (USHL)                       |
| 191 | Cameron Reid (C)           | Canada      | Nashville Predators                              | Westside Warriors (BCHL)                   |
| 193 | Anthony Hamburg (C)        | Stati Uniti | Minnesota Wild                                   | Dallas Jr. Stars (Midget AAA)              |
| 194 | Maxime Legault (AD)        | Canada      | Buffalo Sabres                                   | Shawinigan Cataractes (QMJHL)              |
| 195 | Paul Phillips (D)          | Stati Uniti | Chicago Blackhawks (da Florida)                  | Cedar Rapids RoughRiders (USHL)            |
| 196 | Oliver Lauridsen (D)       | Danimarca   | Philadelphia Flyers (da Anaheim)                 | St. Cloud State Huskies (WCHA)             |
| 197 | Kyle Neuber (AD)           | Canada      | Columbus Blue Jackets                            | St. Michael's Majors (OHL)                 |
| 198 | Nic Dowd (C)               | Stati Uniti | Los Angeles Kings (da St. Louis)                 | Wenatchee Wild (USHL)                      |
| 199 | Michael Cichy (C)          | Stati Uniti | Montreal Canadiens                               | Indiana Ice (USHL)                         |
| 200 | Michail Pašnin (D)         | Russia      | New York Rangers                                 | Mečel Čeljabinsk (Vysšaja Liga)            |
| 201 | Gaelan Patterson (C)       | Canada      | Calgary Flames                                   | Saskatoon Blades (WHL)                     |
| 202 | Maxwell Tardy (C)          | Stati Uniti | St. Louis Blues (da Philadelphia via Nashville)  | Duluth East High School (USHS - Minnesota) |
| 203 | Jordan Samuels-Thomas (AS) | Stati Uniti | Atlanta Thrashers (da Vancouver via Los Angeles) | Waterloo Black Hawks (USHL)                |
| 204 | Curtis Gedig (D)           | Canada      | New Jersey Devils                                | Cowichan Valley Capitals (BCHL)            |
| 205 | Benjamin Casavant (AS)     | Canada      | Washington Capitals                              | P.E.I. Rocket (QMJHL)                      |
| 206 | Ben Sexton (C)             | Canada      | Boston Bruins                                    | Nepean Raiders (CJAHL)                     |
| 207 | Dominik Bielke (D)         | Germania    | San Jose Sharks                                  | Eisbären Berlino (DEL)                     |
| 208 | Tommi Kivistö (D)          | Finlandia   | Carolina Hurricanes                              | Red Deer Rebels (WHL)                      |
| 209 | David Gilbert (C)          | Canada      | Chicago Blackhawks                               | Québec Remparts (QMJHL)                    |
| 210 | Adam Almqvist (D)          | Svezia      | Detroit Red Wings                                | HV71 (J20 SuperElit)                       |
| 211 | Petteri Simila (P)         | Finlandia   | Montreal Canadiens (da Pittsburgh)               | Oulun Kärpät (Jr. A SM-Liiga)              |

## Selezioni classificate per nazionalità
| Pos. | Paese        | Selezioni | Percentuale |
|      | Nord America | 157       | 74,8%       |
| ---- | ------------ | --------- | ----------- |
| 1    | Canada       | 104       | 49,5%       |
| 2    | Stati Uniti  | 53        | 25,2%       |
|      | Europa       | 53        | 25,2%       |
| 3    | Svezia       | 24        | 11,4%       |
| 4    | Finlandia    | 10        | 4,8%        |
| 5    | Russia       | 7         | 3,3%        |
| 6    | Slovacchia   | 5         | 2,4%        |
| 7    | Rep. Ceca    | 3         | 1.4%        |
| 8    | Bielorussia  | 1         | 0,5%        |
| 8    | Danimarca    | 1         | 0,5%        |
| 8    | Germania     | 1         | 0,5%        |
| 8    | Italia       | 1         | 0,5%        |